# Петриковка (Акмолинская область)
Петриковка (каз. Петриковка) — село в Сандыктауском районе Акмолинской области Казахстана. Входит в состав Берликского сельского округа. Код КАТО — 116438600.

## География
Село расположено в южной части района, вдоль реки Сыркырама, в 40 км на юг от центра района села Балкашино, в 3 км на запад от центра сельского округа села Красная Поляна.

### Улицы[2][3]
- ул. Достык,
- ул. Улы Дала.

### Ближайшие населённые пункты
- село Арбузинка в 1 км на севере,
- село Красная Поляна в 3 км на востоке.

## Население
В 1989 году население села составляло 420 человек (из них чеченцев 100%).
В 1999 году население села составляло 319 человек (152 мужчины и 167 женщин). По данным переписи 2009 года, в селе проживал 291 человек (132 мужчины и 159 женщин).
Большая часть населения составляют чеченцы.
| Численность населения | Численность населения | Численность населения |
| 1989                  | 1999                  | 2009                  |
| --------------------- | --------------------- | --------------------- |
| 420                   | ↘319                  | ↘291                  |